# Сапфир Логан

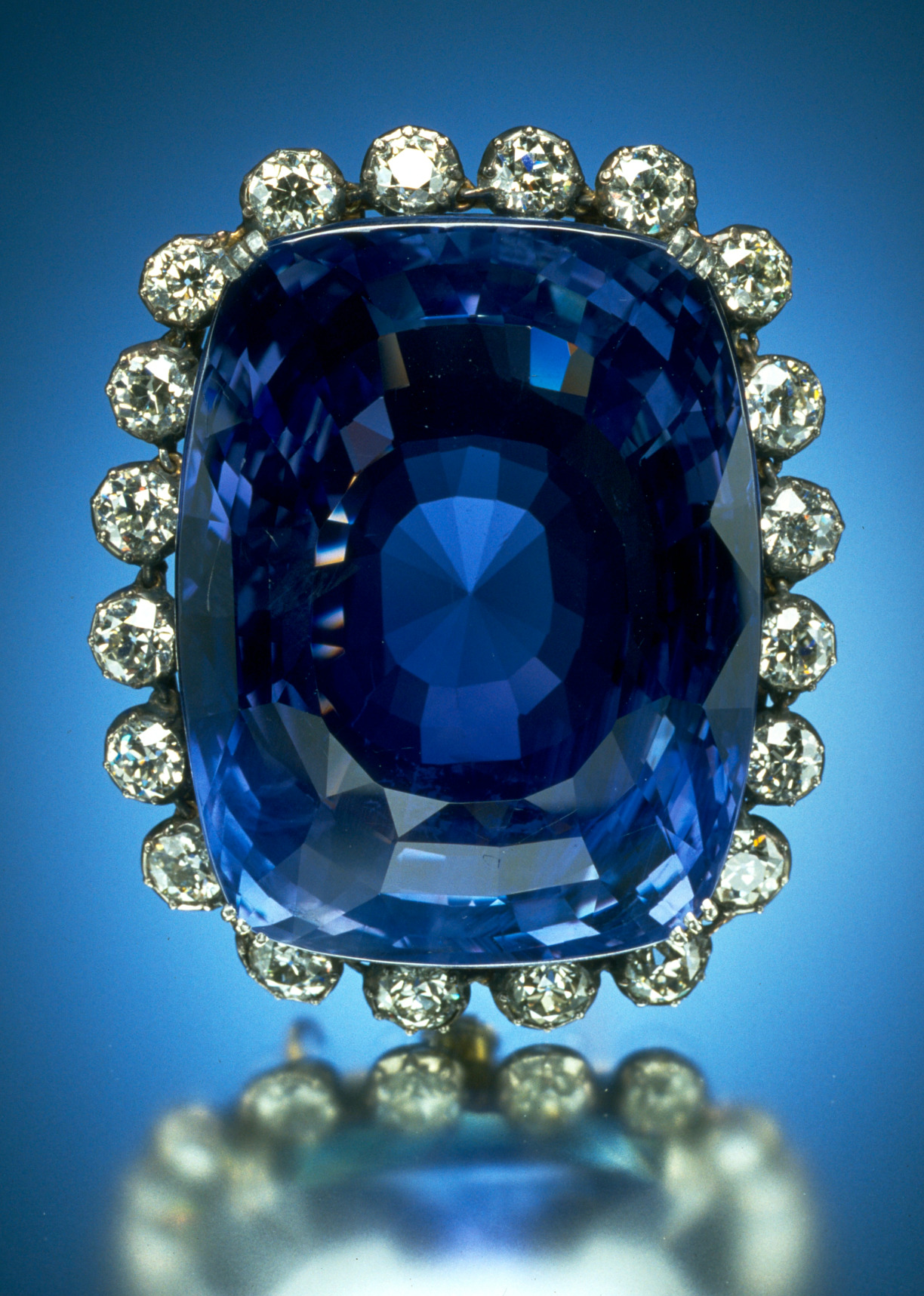
Брошь с сапфиром Логан

Сапфир Логан (англ. Logan Sapphire) — синий сапфир из Шри-Ланки.
Один из самых крупных известных огранённых сапфиров, его масса составляет 422,99 карата (84,6 г). Обладает безупречным насыщенным и глубоким синим цветом.
Назван в честь владелицы, миссис Полли Логан, пожертвовавшей камень Смитсоновскому институту в 1960 году.
Огранённый в форме «подушки» сапфир помещён в брошь в окружении двадцати бриллиантов общей массой 16 карат (3,2 г) и хранится в настоящее время в Национальном музее естественной истории в Вашингтоне.